# Mamanguape
Mamanguape é um município brasileiro do estado da Paraíba, localizado na Mesorregião da Zona da Mata Paraibana, mais precisamente na Microrregião do Litoral Norte. Além disso, faz parte da Região Geográfica Imediata de Mamanguape-Rio Tinto e Região Geográfica Intermediária de João Pessoa.
Com uma área total de 340,482 quilômetros quadrados, sua população era de 45 136 habitantes, conforme estimativas do IBGE de 2018. É sede da Região Metropolitana do Vale do Mamanguape e é considerada uma cidade histórica devido à sua importância na colonização da capitania da Paraíba, marcada pela exploração do Pau-Brasil e anos depois plantio da cana-de-açúcar em seu vasto território, que inicialmente compreendia todo o Vale do Mamanguape.
Cidade de localização estratégica, próxima do Litoral, ainda é berço de pessoas Ilustres como Carlos Dias Fernandes (escritor), Castro Pinto (governador da Paraíba), Padre Azevedo (inventor da máquina de datilografia), Flávio Clementino da Silva Freire, o Barão de Mamanguape (governador da província), José Fernandes de Lima (usineiro e governador da Paraíba), João Fernandes de Lima (usineiro e governador da Paraíba), Álvaro Carvalho (escritor e politico), padre Mathias Freire, Leonardo Filho (artista plástico premiado), dentre outros.

## Etimologia
O nome do município significa água boa para se beber, isso é uma referência ao Rio Mamanguape, que o banha. Existem duas hipóteses etimológicas para o topônimo "Mamanguape":
- é uma corruptela do tupi mamã-guaba-pe, que significa "onde se reúne para beber, bebedouro (de um rio ou lagoa)";[3]
- deriva do termo tupi mamangûape, que significa "na enseada dos mamangás" (mamangá, mamangá + kûá, enseada + pe, em).[4] "Mamangá" é um termo que designa três espécies de arbustos: Cassia medica, Senna occidentalis e Senna quinquangulata.[5]

## História
A antiga área de ocupação da cidade compreendia territórios hoje pertencentes a dez municípios: Rio Tinto, Baía da Traição, Marcação, Itapororoca, Jacaraú, Pedro Régis, Curral de Cima, Capim, Cuité de Mamanguape e Mataraca, contando com praias como Barra de Mamanguape e Praia de Campina, hoje pertencentes a Rio Tinto. A foz do rio Mamanguape e suas adjacências já eram frequentadas por navegantes franceses, antes dos portugueses iniciarem a colonização da Paraíba, em 1575. No fim do século XVI e começo do século XVII, Mamanguape principiou a ser colonizado, destacando-se o pernambucano Duarte Gomes da Silveira, como o mais esforçado dos seus povoadores. Iniciaram os portugueses o aldeamento dos Potiguares e o levantamento de engenhos na região, quando se positivou a invasão dos holandeses, dando-se o abandono da aldeia que seria sede da região.
Com a restauração, os jesuítas reconstruíram a antiga aldeia de índios que foi acrescida de colonos portugueses, o que suscitou sérios atritos entre selvagens e civilizados até que as autoridades locais julgaram prudentes separá-los. Os índios foram transferidos para uma aldeia, situada um oiteiro, que recebeu o nome de Monte-mór.
Na antiga aldeia, origem da cidade de Mamanguape, ficarem residindo as autoridades e os portugueses, esta prosperou, a outra, porém, abandonada, alheia ao estímulo do trabalho produtivo, em poucos anos recebia a alcunha de Vila da Preguiça, para salientar a indolência dos seus moradores.
Mamanguape continuou a progredir, e, no século XIX, já influenciava seus habitantes na política da Capitania. Mas o certo é que a sede da Vila continuou muito tempo em Monte-mór, só perdendo esta categoria, favor da povoação de Mamanguape, em 1839.

## Apogeu, decadência e ressurgimento
De acordo com o Instituto Brasileiro de Geografia e Estatística (IBGE): "Elevado à categoria de vila com a denominação de Mamanguape, pela lei provincial nº1, de 2301-1839. Sede na povoação de Mamanguape."
O fato é que a segunda metade do século 18 foi a fase definitiva para o apogeu entre 1850 e 1905: De acordo com o livro Espaço e teatro: do edifício teatral à cidade como palco, a economia do município "cresceu assustadoramente entre os séculos XVIII e XIX em função da exportação e importação através do seu Porto de Salema". No século XVIII já contava com casarões, sobrados e casarios revestidos por azulejos portugueses que desembarcavam diariamente no antigo porto. Com a atribuição de Vila, o município passou a fazer rivalidade direta com a Capital, visto que Mamanguape devido à sua localização estratégica com território vasto e rico para o plantio não só da cana de açúcar, passou à ter contato comercial direto com a praça do Recife (no vizinho Estado). O Eixo comercial e cultural entre Mamanguape e Recife que desde a colonização do Estado da Paraíba existira, estava mais forte do que nunca e para acrescentar, a Vila de Areia importante comprador e distribuidor no Agreste e Brejo do Estado fez laços para com as outras duas cidades. A Capital do Estado ficou excluída do Eixo comercial e cultural Recife-Mamanguape-Areia. Tal eixo, foi responsável por um fato curioso: Na década de 1850 Mamanguape tornou-se a primeira cidade do Estado a possuir um Teatro, o "Santa Cecília", e Areia a segunda (ambas com peças teatrais regionais e da Europa).
Entre 1850 e 1905, Mamanguape possuía uma aristocracia rural muito promissora, ruas calçadas e iluminadas a lampião de azeite, comércio pujante de tecidos finos e mercadorias importadas, sobrados ornados com azulejos, famílias portuguesas e italianas e uma sociedade que se inspirava nos hábitos franceses.
Em 1859, mais precisamente em 27 de dezembro de 1859, D. Pedro II, imperador do Brasil, e sua comitiva de duzentas pessoas chegam à Mamanguape. A cidade os recebeu festivamente, sendo agraciado com as chaves da cidade e em seguida foi hospedado na casa do Dr. Antônio Francisco de Almeida Albuquerque (onde hoje funciona o Paço Municipal).
Vossa alteza visitou ainda alguns lugares durante sua visita ao florescente município, conforme nos explicitam Andrade e Vasconcelos (2005:p. 87):
O Imperador se dirigiu à Igreja Matriz. Observou as imagens de madeira, lustres de baracá, a grande lâmpada de prata do sacrário e as tribunas pertencentes aos senhores de engenhos e comerciantes abastados (…). Em seguida, visitou a Igreja do Rosário, construída por negros escravos, e a cadeia pública. Procurou saber do tratamento que os presos recebiam, a qualidade dos alimentos, a higiene, o trabalho e o lazer. Esteve na Casa da Câmara, e dirigiu-se à escola primária de maior frequência. Ficou orgulhoso da turma, 55 matriculados, 42 presentes e 15 em aulas de Latim, (…) admirou-se com as aulas de latim em uma escola primaria (registrou em seu diário).
Quando regressou à Corte, o Imperador agraciou o Dr. Flávio Clementino da Silva Freire com o título de Barão de Mamanguape.
Mamanguape por ser rica em engenhos de cana de açúcar, utilizava-se bastante da mão de obra escrava. Consequentemente com a proibição da escravidão por princesa Isabel em 1888, o município passou a ter uma decadência no setor que mais o enriquecia. Outro fator preponderante para a decadência da promissora cidade foi o fato do assoreamento no rio Mamanguape durante seu percurso na cidade e em especial na foz do Rio Mamanguape que àquela época pertencia ao território mamanguapense: Foram muitas requisições de políticos e da população da região para o desassoreamento do importante rio, sendo citado que caso nada fosse feito, os arrecifes cada vez mais presentes na Barra de Mamanguape iriam impedir a entrada de embarcações. Antes disso acontecer o que não demorou muito a areia das margens do rio (que estavam cada vez mais desnudas devido ao plantio da Cana de Açúcar), levou o Porto de Salema a não ter condições de funcionamento. Por fim, a disputa de preço com o açúcar caribenho e o mais grave, a criação da Linha Férrea que mesmo com a importância inquestionável de Mamanguape e Areia as excluiu que beneficiou Campina Grande e Guarabira foram os fatos finais para um processo longo de recessão e instabilidade no município que até então era a 2ª cidade mais rica da Paraíba.
A partir de 1924 a condição econômica passa a ser retomada com a Fábrica de Tecidos Rio Tinto, no distrito de Rio Tinto, e em 1940 a instalação da Usina Monte Alegre, no Vale do Mamanguape. Em 1953, a instalação da Agência Caixa Econômica e o abastecimento d’água. Em 1958, a Maternidade Nossa Senhora do Rosário e a iluminação da cidade, com o uso de energia elétrica. Em 1970, a BR-101, ligando João Pessoa – Mamanguape – Natal. A instalação de agências bancárias e Destilarias como Miriri.
Assim a cidade outrora abandonada e considerada decadente ressurge ‘das cinzas’, de acordo com Costa (2005: p. 49): “É o Mamanguape de hoje, que ainda não readquiriu o estágio da importância que tinha no passado, mas nos dá o presente testemunho que está lutando por seu antigo ‘status”.

## Geografia
O relevo local está inserido na depressão sublitorânea, dentro da unidade geoambiental dos tabuleiros costeiros, cuja vegetação típica é a do bioma Mata Atlântica. Os solos do município são relativamente profundos, porém de baixa fertilidade natural, predominando a areia quartzosa distrófica, chamada de neossolo no novo Sistema Brasileiro de Classificação de Solos (SBCS). Existem também áreas menores de solos podzólicos (luvissolos), além de solos aluviais nas áreas de várzeas. Na hidrografia, cortam o município os rios Camaratuba e Curimataú, além do próprio rio Mamanguape e vários tributários. O clima de Mamanguape é o tropical úmido, típico do leste do Nordeste, com chuvas concentradas nos meses de outono e inverno.
| Dados climatológicos para Mamanguape         | Dados climatológicos para Mamanguape | Dados climatológicos para Mamanguape | Dados climatológicos para Mamanguape | Dados climatológicos para Mamanguape | Dados climatológicos para Mamanguape | Dados climatológicos para Mamanguape | Dados climatológicos para Mamanguape | Dados climatológicos para Mamanguape | Dados climatológicos para Mamanguape | Dados climatológicos para Mamanguape | Dados climatológicos para Mamanguape | Dados climatológicos para Mamanguape | Dados climatológicos para Mamanguape |
| Mês                                          | Jan                                  | Fev                                  | Mar                                  | Abr                                  | Mai                                  | Jun                                  | Jul                                  | Ago                                  | Set                                  | Out                                  | Nov                                  | Dez                                  | Ano                                  |
| -------------------------------------------- | ------------------------------------ | ------------------------------------ | ------------------------------------ | ------------------------------------ | ------------------------------------ | ------------------------------------ | ------------------------------------ | ------------------------------------ | ------------------------------------ | ------------------------------------ | ------------------------------------ | ------------------------------------ | ------------------------------------ |
| Precipitação (mm)                            | 78,4                                 | 97,4                                 | 164                                  | 178,7                                | 198,7                                | 239,2                                | 177,4                                | 86,7                                 | 46,1                                 | 21,7                                 | 23,3                                 | 40,4                                 | 1 352,1                              |
| Fonte: AESA (Atlas Pluviométrico da Paraíba) |                                      |                                      |                                      |                                      |                                      |                                      |                                      |                                      |                                      |                                      |                                      |                                      |                                      |

| Dados climatológicos para Mamanguape/ASPLAN (Camaratuba)                                                          | Dados climatológicos para Mamanguape/ASPLAN (Camaratuba) | Dados climatológicos para Mamanguape/ASPLAN (Camaratuba) | Dados climatológicos para Mamanguape/ASPLAN (Camaratuba) | Dados climatológicos para Mamanguape/ASPLAN (Camaratuba) | Dados climatológicos para Mamanguape/ASPLAN (Camaratuba) | Dados climatológicos para Mamanguape/ASPLAN (Camaratuba) | Dados climatológicos para Mamanguape/ASPLAN (Camaratuba) | Dados climatológicos para Mamanguape/ASPLAN (Camaratuba) | Dados climatológicos para Mamanguape/ASPLAN (Camaratuba) | Dados climatológicos para Mamanguape/ASPLAN (Camaratuba) | Dados climatológicos para Mamanguape/ASPLAN (Camaratuba) | Dados climatológicos para Mamanguape/ASPLAN (Camaratuba) | Dados climatológicos para Mamanguape/ASPLAN (Camaratuba) |
| Mês | Jan                                                      | Fev                                                      | Mar                                                      | Abr                                                      | Mai                                                      | Jun                                                      | Jul                                                      | Ago                                                      | Set                                                      | Out                                                      | Nov                                                      | Dez                                                      | Ano                                                      |
| --- | -------------------------------------------------------- | -------------------------------------------------------- | -------------------------------------------------------- | -------------------------------------------------------- | -------------------------------------------------------- | -------------------------------------------------------- | -------------------------------------------------------- | -------------------------------------------------------- | -------------------------------------------------------- | -------------------------------------------------------- | -------------------------------------------------------- | -------------------------------------------------------- | -------------------------------------------------------- |
| Temperatura máxima recorde (°C)                                                                                   | 33,6                                                     | 33,2                                                     | 33,4                                                     | 34                                                       | 32,6                                                     | 31,6                                                     | 30,8                                                     | 31,4                                                     | 32,6                                                     | 32,6                                                     | 33,3                                                     | 32,8                                                     | 34                                                       |
| Temperatura mínima recorde (°C)                                                                                   | 19,8                                                     | 20,8                                                     | 20,4                                                     | 18,9                                                     | 20,1                                                     | 18,6                                                     | 18                                                       | 18,4                                                     | 18                                                       | 18,8                                                     | 19,3                                                     | 19,7                                                     | 18                                                       |
| Precipitação (mm)                                                                                                 | 101,3                                                    | 133,7                                                    | 187,9                                                    | 201,8                                                    | 222,2                                                    | 230,7                                                    | 224,4                                                    | 105,2                                                    | 83,9                                                     | 29,2                                                     | 29,8                                                     | 44,7                                                     | 1 594,7                                                  |
| Fonte: INMET (recordes de temperatura: 03/05/2008-presente) e AESA (precipitação: Atlas Pluviométrico da Paraíba) |                                                          |                                                          |                                                          |                                                          |                                                          |                                                          |                                                          |                                                          |                                                          |                                                          |                                                          |                                                          |                                                          |

## Economia
Atribuem-lhe o título de "Rainha do Vale", porque encontra-se no vale fértil do Rio Mamanguape, o que a torna uma grande produtora de commodities agrícolas. Graças ao acidente geográfico natural, o Rio Mamanguape, é um importante centro pesqueiro no interior do estado, exportando toda a sua produção excedente aos municípios vizinhos.
O setor de comércio e serviços é diversificado, sendo o responsável pelo abastecimento de toda a região. A conexão de Mamanguape com a rodovia BR-101 permitiu que o município se tornasse um grande centro logístico no interior do estado.

## Turismo
O município tem grande acervo histórico, como:
- Presídio da província da Parahyba, com início da construção datado de 1853;
- Igreja Matriz de São Pedro e São Paulo, construída pelos Jesuítas por volta de 1630 com arquitetura do barroco tropical;
- Igreja Nossa Senhora do Rosário, edificada por escravos negros por volta de 1700, também com estrutura barroca;
- Centro Cultural Fênix (Antigo Mercado Público) com construção do século XIX;
- Rua do Imperador e seus casarios, incluindo os casarões em que se hospedaram em visita ao município Dom Pedro II e sua comitiva, além de sobrado;
- Monumento aos 100 anos de fundação de Mamanguape, inaugurado no ano de 1955 na praça 25 de outubro, área central;
- Engenho na comunidade de Camaratuba datado do século XVI (um dos primeiros do Estado);
- Ponte férrea sobre o Rio Mamanguape;
- Igreja de São Bento, construída no século XIX no Engenho Itapecirica;
- Casa Grande e ruínas do Engenho Itapecirica;
- Reserva Biológica Guaribas (REBIO Guaribas), com área de preservação ambiental extensa e de suma importância para o macaco Guariba. Tal Área de Preservação está situada as margens da rodovia 071, próximo ao entroncamento com a BR 101 Norte (sentido Natal-João Pessoa);
- Estação Ecológica Pau Brasil, de responsabilidade do governo do Estado no distrito de Pitanga da Estrada uma importante área de preservação da espécie Caesalpinia echinata que tem risco de extinção no país;

### Centro Cultural Fênix
O antigo Mercado de Mamanguape foi edificado pelo capitão Paulino Fernandes da Costa em 1874. Em 1901, sendo presidente do conselho municipal o capitão Francisco Ivo, foi construído mais um compartimento. Seis anos depois, pelo então prefeito, o coronel José Campelo, foram realizados diversos melhoramentos e novas talhas para o corte de peixe e carne. Um ano depois, no seu segundo mandato como prefeito, o major José Pedro Batista Carneiro concluiu a calçada do Mercado e colocou lampiões de azeite para iluminação externa.
Em 6 de agosto de 1943, ocorreu uma restauração realizada no antigo Mercado, pelo prefeito José Fernandes de Lima. Em 2006, na administração do então prefeito Fábio Fernandes Fonsêca, teve início a obra para transformar o antigo mercado em um centro cultural. Em 4 de julho de 2008, a restauração do prédio foi concluída, passando o antigo mercado a se denominar Centro Cultural Fênix. O Centro Cultural Fênix conta com um auditório multiúso (cinema, teatro e centro de convenções), brinquedoteca, sala de repouso (espaço para exposições e performances diversas), centro de inclusão digital, sala de música, espaço para oficinas temáticas (artesanatos, danças e artes plásticas) e praça de alimentação.

### Feriados
- 29 de junho - Padroeiros São Pedro e São Paulo
- 25 de outubro - Emancipação Política

## Transportes
O município é servido pela empresa de transporte Viação Rio Tinto Ltda., que faz a conexão intermunicipal com destino à municípios vizinhos e outros como João Pessoa, Campina Grande, Guarabira e Nova Cruz. No município além dos táxis é comum a utilização dos mototáxis, além de ônibus que fazem a ligação entre os bairros e Rio Tinto.

## Religião
A maioria da população é cristã. Hão duas paróquias católicas, a Paróquia São Pedro e São Paulo que tem sob sua jurisdição pastoral as igrejas históricas da cidade e todas as demais capelas a leste da BR 101 na cidade e interiores, e a Paróquia Nossa Senhora do Carmo, criada em 2012, que tem sob sua jurisdição todas as capelas a Oeste da BR 101. Ambas as paróquias pertencem a Arquidiocese da Paraíba. Hão diversas igrejas protestantes, de inúmeros segmentos e ramificações. Dentre estas, as igrejas protestantes históricas como a Igreja Congregacional, Igreja Batista e a Igreja Presbiteriana; também estrangeiras como a Igreja de Jesus Cristo dos Santos dos Últimos Dias, Igreja Adventista do Sétimo Dia e Testemunhas de Jeová; e as históricas brasileiras como a Igreja Assembleia de Deus, Assembleia de Deus do ministério de Madureira, Igreja Universal do Reino de Deus, Igreja Mundial do Poder de Deus, Igreja Internacional da Graça de Deus e outras neo-pentecostais. Também há uma missão da Igreja Ortodoxa presente na cidade desde 2013, embora ainda não haja templo construído, pertencente à Igreja Ortodoxa da Polônia. Além dos cristãos, existe um centro espírita kardecista e vários de matriz afrobrasileira na cidade. Se sabe também que, embora não haja comunidades formadas ou templos construídos, existem seguidores do Budismo de Nichiren, Judaísmo e outros que se declararam adeptos do Ateísmo ou do Agnosticismo.

## Educação
O município dispõe de diversas escolas da rede municipal de ensino, assim como da rede Estadual. No município também há diversas escolas de ensino particular. Também há destaque para a existência da Escola Técnica Estadual, presente no bairro do Areal. No ensino superior, há a presença do Campus IV da Universidade Federal da Paraíba(UFPB) com o CCAE (Centro de Ciências Aplicadas e Educação) que dividiu-se em na cidade e em Rio Tinto.
Na parte do CCAE de Mamanguape, no até então bairro rural do "Engenho Novo", estão presentes 4 cursos: Graduação em Ciências contábeis, graduação em Secretariado executivo bilíngue, Licenciatura em Letras, Licenciatura em Pedagogia. Existe também a pós-graduação em Letras e os cursos à distância de licenciatura em Letras (Inglês) e Letras(Espanhol).

## Bairros e Distritos
Mamanguape possui os seguintes bairros:
- Centro
- Campo
- Bela Vista
- Sertãozinho
- Gurguri
- Areial
- Planalto
- Cidade Nova
- Alto do cemitério
- Terra Nova

Mamanguape possui um distrito: Pitanga da Estrada.